# Tillandsia 'Flaming Cascade'
Tillandsia 'Flaming Cascade' es un  cultivar híbrido del género Tillandsia perteneciente a la familia  Bromeliaceae.
Es un híbrido creado en el año 1988 con las especies Tillandsia stricta × Tillandsia recurvifolia.